# ГЕС Tienlun
ГЕС Tienlun – гідроелектростанція в центральній частині острова Тайвань. Знаходячись між ГЕС Кукуан (вище по течії) та ГЕС Маан, входить до складу каскаду на річці Dajia, яка дренує західний схил вододільного хребта острова та впадає до Тайванської протоки біля міста Тайчжун.
В межах проекту річку перекрили бетонною гравітаційною греблею висотою 43 метри. Первісно виконана як водозливна споруда, вона невдовзі була доповнена шлюзами та перетворена у водопропускну. Гребля  утримувала невелике водосховище з об’ємом 0,82 млн м3 (корисний об’єм 0,54 млн м3), який станом на середину 2010-х через осади зменшився до 0,23 млн м3 (корисний об’єм 0,17 млн м3). Від греблі через правобережний гірський масив прямує дериваційний тунель довжиною 10,6 км, який переходить у чотири напірні водоводи довжиною по 0,25 км зі спадаючим діаметром від 2 до 1,7 метра.
Станція Tienlun стала першою в каскаді на Dajia. У 1950-х роках тут ввели в експлуатацію чотири гідроагрегати з турбінами типу Френсіс потужністю по 22,5 МВт, які в 1978-му доповнили ще однією того ж типу з показником у 105 МВт. Це обладнання забезпечує виробітку 557 млн кВт-год електроенергії на рік.